# Hata, cantos de aldea
Hata, cantos de aldea è il primo album in studio del musicista cileno José Seves, pubblicato nel 1999.

## Descrizione
Ad un anno dalla fuoriuscita dal gruppo degli Inti-Illimani Seves produce il suo esordio solista. Come da note di copertina il disco è un esplicito tributo ai cantautori italiani, è dedicato alla memoria di Fabrizio De André ed è una forma di ringraziamento all'Italia per i 15 anni nei quali ha accolto Seves durante il suo esilio forzato.
Dieci delle undici tracce sono versioni in spagnolo (con traduzione curata dallo stesso Seves e da Cecilia Godoy) di canzoni scritte da autori italiani, unica eccezione il brano Por una ventana abierta, versione in spagnolo della canzone degli Inti-Illimani Una finestra aperta, dall'album Palimpsesto, originariamente cantata in italiano. 
In questo disco Seves è la voce solista, suona chitarra e percussioni, gli arrangiamenti sono realizzati collettivamente dai musicisti coinvolti nel progetto, tra i quali spicca Manuel Meriño, che diventerà direttore musicale e principale chitarrista degli Inti-Illimani dal 2002.
L'album, registrato nei mesi di ottobre e novembre 1998, con l'eccezione del brano El reloj americano risalente al febbraio 1997, è stato prodotto dal Fondart (Fondo de Desarrollo de las Artes y la Cultura) e distribuito dalla EMI Odeon Chile in formato CD con numero di catalogo 521928 2.

## Tracce
1. Hata (Aldea) – 4:18 (Martin Kongo e Rocco Di Rosa)
2. Todo es posible – 4:20 (Enzo Gragnaniello)
3. Un aeroplano a vela – 4:10 (Gianmaria Testa e Piero Ponzo)
4. Anna vendrá – 3:37 (Pino Daniele)
5. Azul – 3:59 (Paolo Conte)
6. Por una ventana abierta – 3:48 (Horacio Salinas e José Seves)
7. Médico, médico – 5:42 (Fabrizio De André e Ivano Fossati)
8. El reloj americano – 4:20 (Ivano Fossati)
9. Los italianos de Argentina – 3:59 (Ivano Fossati)
10. Las trayectorias de las mongolfieras – 4:24 (Gianmaria Testa e Francesco Bertone)
11. Nuestro amico Angiolino – 4:50 (Paolo Conte)

Durata totale: 47:27

## Crediti
- Antonio Restucci - chitarra, mandolino
- Manuel Meriño - chitarra, cuatro portoricano, tastiere
- Pedro Melo - basso, flauto traverso, tastiere
- Alejandro Reid - percussioni
- Matías Lara - batteria
- Alvaro Pinto - oboe
- Claudio Araya - chitarra in El reloj americano
- Orlando Sotolongo - violino in El reloj americano
- Efrén Viera - clarinetto in El reloj americano
- Cecilia Godoy - fotografie e grafica
- Soledad Román K. - grafica